# Daniel Mainwaring
Daniel Mainwaring, alternativnamn Geoffrey Holmes, Geoffrey Homes och Dan Mainwaring, född 22 juli 1902 i Oakland, död 31 januari 1977, i Los Angeles, var en amerikansk manusförfattare.

## Filmografi
- Skuggor ur det förflutna (1947)
- Örnen och slaghöken (1950)
- Atlantis - kontinenten som försvann (1960)